# فرانك ووكر (سياسي)
فرانك ووكر (بالإنجليزية: Frank Walker)‏ هو محام بالقضاء العالي وقاضي وسياسي أسترالي، ولد في 7 يوليو 1942 في سيدني في أستراليا، وتوفي بنفس المكان في 12 يونيو 2012. حزبياً، نشط في حزب العمال الأسترالي. وقد انتخب عضو الجمعية التشريعية نيو ساوث ويلز عن دائرة Electoral district of Georges River ‏ (19 سبتمبر 1970 – 22 فبراير 1988) وانتخب عضو مجلس النواب الأسترالي عن دائرة Division of Robertson ‏ (24 مارس 1990 – 2 مارس 1996) وانتخب Attorney General of New South Wales ‏ (14 مايو 1976 – 1 فبراير 1983).